# Élections législatives de 1959 aux Comores
Les élections législatives partielles de 1959 se déroulent le 31 mai 1959. Dans le territoire des Comores, deux députés sont à élire dans le cadre d'une circonscription.

## Élus
| Circonscription        | Député élu                             | Parti | Parti |
| ---------------------- | -------------------------------------- | ----- | ----- |
| Circonscription unique | Saïd Mohamed Ben Chech Abdallah Cheikh |       | UDSR  |
| Circonscription unique | Said Ibrahim bin Said Ali              |       | UNR   |

## Résultats

### Résultats à l'échelle du territoire
|                | Union pour la nouvelle République | 48 877 | 100,00 | 2 |  |  |
|                | Droite parlementaire              | 48 877 | 100,00 | 2 |  |  |
|                |                                   |        |        |   |  |  |
| Inscrits       | Inscrits                          | 76 303 | 100,00 | 2 |  |  |
| Abstentions    | Abstentions                       | 27 228 | 35,68  |   |  |  |
| Votants        | Votants                           | 49 075 | 64,32  |   |  |  |
| Blancs et nuls | Blancs et nuls                    | 198    | 0,4    |   |  |  |
| Exprimés       | Exprimés                          | 48 877 | 99,6   |   |  |  |

### Résultats par circonscription
| |                                                                                   |        |        |  |  |
| Liste d'Union Comorienne d'Action économique et Sociale                                                                              | 1.Saïd Mohamed Ben Chech Abdallah Cheikh (UDSR) 2.Said Ibrahim bin Said Ali (UNR) | 48 877 | 100,00 |  |  |
| |                                                                                   |        |        |  |  |
| Inscrits | 76 303                                                                            | 100,00 | 2      |  |  |
| Abstentions | 27 228                                                                            | 35,68  |        |  |  |
| Votants | 49 075                                                                            | 64,32  |        |  |  |
| Blancs et nuls | 198                                                                               | 0,4    |        |  |  |
| Exprimés | 48 877                                                                            | 99,6   |        |  |  |
| Source : France, Ministère de l'intérieur. Les Elections législatives . Métropole., la Documentation française, 1963 (lire en ligne) |                                                                                   |        |        |  |  |